# ألان س. كيلتون
ألان س. كيلتون (بالإنجليزية: Allan C. Kelton)‏ هو ضابط أمريكي، ولد في 24 يونيو 1846 في فيلادلفيا في الولايات المتحدة، وتوفي في 22 نوفمبر 1928.